# Orkarebäcken
Orkarebäcken är ett naturreservat i Askersunds kommun i Örebro län.
Området är naturskyddat sedan 2009 och är 45 hektar stort. Reservatet består av barrskog med stort inslag av lövträd.